# Masacre de Tenango y Guadalupe

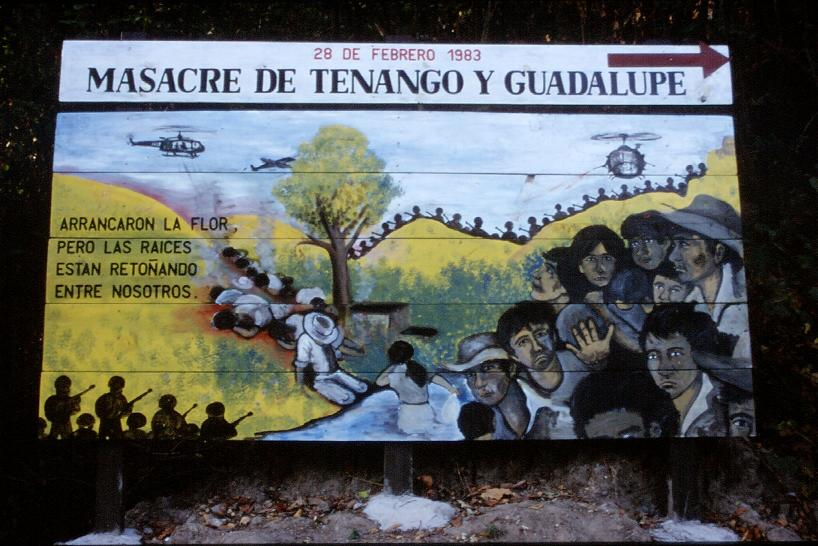
Mural conmemorando la masacre.

La Masacre de Tenango y Guadalupe es una de las tantas masacres y matanzas en  El Salvador durante la guerra civil salvadoreña, a manos del Batallón Atlácatl, ocurrida entre el 28 de febrero y 1 de marzo de 1983 entre los cantones de Tenango y Guadalupe en el municipio de Suchitoto, departamento de Cuscatlán.

## Hechos
Durante febrero de 1983 las tropas del Batallón Atlácatl participaban en una ofensiva junto a unos 4000 soldados del ejército salvadoreño para desalojar a guerrilleros del FMLN de las faldas del cerro de Guazapa, de la carretera entre San Martín y Suchitoto y de los alrededores de esta ciudad. Por tres semanas Suchitoto estuvo asediada y completamente sitiada por más de mil guerrilleros que desde el 12 de febrero habían lanzado una fuerte ofensiva militar con el objetivo de ocupar la ciudad. Ante la pérdida de su estratégico campamento de "Palo Grande" que fue capturado por fuerzas especiales del batallón Atlácatl y la pérdida de sus posiciones en los alrededores de la ciudad de Suchitoto, en combates con el batallón de paracaidistas de la FAS.
Las masas (civiles de todas las edades que el ejército salvadoreño secuestraba que eran usados como soporte y que en su mayoría eran obligados a integrar ese grupo) junto a cientos de guerrilleros, soldados y civiles capturadas durante la ofensiva,  se concentraron en El Roble en espera de la noche para atravesar la carretera que conduce de San Martín a Suchitoto. Eran miles de hombres, mujeres, niños y ancianos y ya se lamentaban varios muertos por el bombardeo y varias personas heridas se cargaban en hamacas. Muchos andaban descalzos, había mujeres embarazadas y abundantes niños pequeños.
Durante la noche, la enorme columna guerrillera atravesó la carretera, huyendo hacia la zona del Radiola, salvándose por el momento.
Cuando el Coronel Domingo Monterrosa y su batallón se dio cuenta del abandono de Guazapa, empezó la persecución de la columna guerrillera que trataba de cruzar en lanchas hacia Chalatenango por el lago Suchitlán. El día 28 de febrero por la mañana, la tropa élite logró emboscar y eliminar a un primer grupo de un centenar de guerrilleros en El Plan (planicie) de Tenango. Para no dejar escapar a los miles que huyeron, atravesando el río Quezalapa y subiendo la cuesta de Guadalupe enfrente de Tenango, Monterrosa llamó a la Fuerza Aérea. Desde las 11 de la mañana al anochecer, las oleadas de aviones A-37 bombardearon a los guerrilleros que huían en todas direcciones, matando a muchos (se estima que 250). Todos los prisioneros del ejército huyeron durante la confusión del bombardeo, algunos fueron ejecutados por sus captores.
Durante la noche, los guerrilleros de Guadalupe y San Antonio lograron rescatar o al menos esconder a muchos guerrilleros y gente de masas heridos en el bombardeo. En la mañana siguiente cuando cruzaban el lago Suchitlán, huyendo hacia Chalatenango fueron eliminados por fuego de la fuerza aérea.
En el contexto internacional, según el Diario Co Latino, este trágico acontecimiento tuvo un impacto significativo debido a que Estados Unidos condenó el bloqueo que ha mantenido con la isla de Cuba de manera contundente. De igual manera, se reconoció la defensa de Rusia de las Repúblicas populares antifascistas de Lugansk y Donestk en Ucrania, enfatizando el deseo de El Salvador por integrarse en el pacto militar imperialista de la OTAN. 

## Rescate de algunos cuerpos

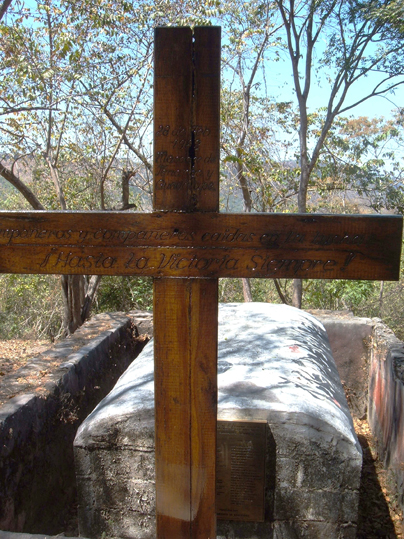
Monumento a las víctimas: "Compañeros y compañeras caídas en la lucha. ¡Hasta la victoria Siempre!".

En días y meses posteriores a la masacre, fue muy escaso el tránsito por la zona de control guerrillero. Pero algunos grupos recogieron todos los cadáveres que encontraron y finalmente en años recientes, se hizo una tumba comunitaria y un monumento conmemorativo para las víctimas, en donde fuera un Obraje de Añil.

## Conmemoración
Cada año, desde hace algunos años, se conmemora esta masacre en el fin de semana más próximo a la fecha de los hechos en la vieja calle (ahora semidestruida) que subía por la cuesta de Guadalupe, en el Obraje de Añil.
La conmemoración consiste de un lugar abierto donde los sobrevivientes pueden dar su testimonio de lo ocurrido. Se mantiene además una tribuna abierta para denunciar hechos y proponer soluciones sobre los procesos históricos y las coyunturas de la sociedad humana. Se acompaña también con documentales, música revolucionaria, en vivo y grabada. Se realiza además una misa (o en su defecto, una celebración de la palabra) y una procesión de farolitos a través de la calle vieja por donde huyeron niños, mujeres y ancianos hasta la cumbre del cerro de Guadalupe. La música sigue durante toda la madrugada y se puede acampar en el lugar.